# 南宋太庙遗址
30°14′06″N 120°09′55″E / 30.23500°N 120.16528°E
南宋太庙遗址位于中华人民共和国浙江省杭州市上城区紫阳山与中山南路之间，2006年被列为第五批全国重点文物保护单位。遗址于1995年5—9月由杭州市文物考古研究所进行发掘，发现东围墙、东门基址及大型夯土台基遗址。发掘成果被评为1995年度全国十大考古新发现。遗址区已回填并辟为太庙遗址公园。另有湖墅路出土并迁移至公园的石柱础在此露天展示。